# Timia polychaeta
Timia polychaeta är en tvåvingeart som beskrevs av Kameneva 1996. Timia polychaeta ingår i släktet Timia och familjen fläckflugor. Inga underarter finns listade i Catalogue of Life.